# Georgiana Freeman
Georgiana Freeman (sinh ngày 24 tháng 3 năm 1956) là một vận động viên chạy nước rút người Gambia. Bà đã tham gia cuộc thi tiếp sức 4 × 100 mét nữ tại Thế vận hội Mùa hè 1984.